# República Democrática do Congo nos Jogos Olímpicos de Verão de 2012
A República Democrática do Congo competiu nos Jogos Olímpicos de Verão de 2012, que aconteceram na cidade de Londres, no Reino Unido, de 27 de julho até 12 de agosto de 2012.